# Eva Todor
Eva Todor, nome d'arte di Éva Fodor (Budapest, 9 novembre 1919 – Rio de Janeiro, 10 dicembre 2017), è stata una danzatrice e attrice ungherese naturalizzata brasiliana, che lavorò in teatro, al cinema e in televisione.

## Biografia

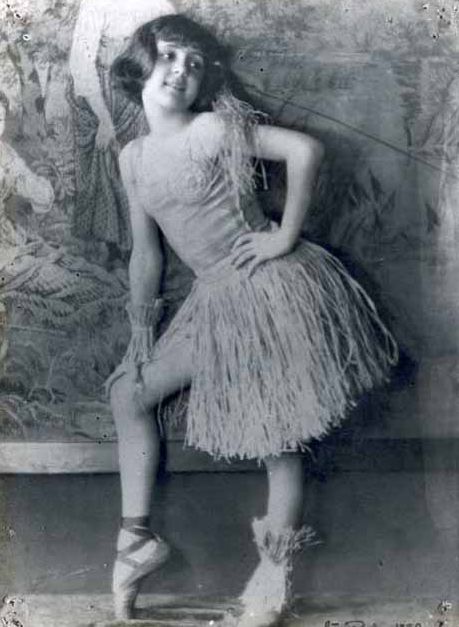
Eva Todor nel 1930, ai tempi in cui era ballerina

Figlia di genitori ebrei - Alexander Fodor e Gizella Rothstein - Eva Todor nacque artisticamente come ballerina, sul palcoscenico dell'Opera Reale di Budapest, che calcò già nell'infanzia. Trasferitasi con la famiglia in Brasile negli anni 30, danzò fino alla metà del decennio successivo, per poi passare alla rivista, su consiglio del primo marito, da lei sposato nel 1936. Approdata quindi al teatro di prosa, divenne in poco tempo una delle attrici più acclamate in Brasile, avendo modo poi negli anni seguenti di fondare una propria compagnia. Convincente soprattutto nei ruoli comici, seppe comunicare la sua verve anche al cinema e nelle telenovelas. 
Lavorò anche dopo che le venne diagnosticata la malattia di Parkinson; nel 2012, non più autosufficiente, annunciò il ritiro dal mondo dello spettacolo, vivendo da allora pressoché confinata nella sua casa di Rio fino al decesso, avvenuto nel dicembre 2017 in seguito a una polmonite. 

## Vita privata
Pur essendo stata sposata due volte, non ebbe figli. Al momento del decesso non aveva più nessun parente in vita. 

## Filmografia

### Televisione
- Grande Teatro Tupi - serie TV, 6 episodi (1953-1957)
- As Aventuras de Eva - serie TV (1961)
- E Nós Aonde Vamos? - serie TV (1970)
- Locomotivas - serie TV, 1 episodio (1977)
- Te Contei? - serie TV, 1 episodio (1978)
- Memórias de Amor - serie TV, 1 episodio (1979)
- Coração Alado - serie TV (1980)
- Sétimo Sentido - serie TV (1982)
- Sabor de Mel - serie TV (1983)
- Partido Alto - serie TV (1984)
- O Outro - serie TV (1987)
- Top Model - serie TV (1989)
- De Corpo e Alma - serie TV (1992)
- Olho no Olho - serie TV (1993)
- Incidente em Antares - miniserie TV, 10 episodi (1994)
- Casa do Terror - miniserie TV, 2 episodi (1995)
- Malhação - serie TV (1995)
- Quem É Você? - serie TV, 1 episodio (1996)
- Anjo de Mim - serie TV (1996)
- Caça Talentos - serie TV (1996)
- Você Decide - serie TV, 6 episodi (1994-1998)
- Hilda Furacão - serie TV (1998)
- Suave Veneno - serie TV (1999)
- O Cravo e a Rosa - serie TV (2000)
- Brava Gente - serie TV, 1 episodio (2001)
- Sob Nova Direção - serie TV, 1 episodio (2004)
- A Diarista - serie TV, 1 episodio (2004)
- América - serie TV, 88 episodi (2005)
- Amazônia: De Galvez a Chico Mendes - miniserie TV (2007)
- Casos e Acasos - serie TV, 1 episodio (2008)
- Caminho das Índias - serie TV, 54 episodi (2009)
- Ti Ti Ti - serie TV, 1 episodio (2010)
- As Brasileiras - serie TV, 1 episodio (2012)
- Salve Jorge - serie TV, 20 episodi (2012-2013)

### Cinema
- Os Dois Ladrões, regia di Carlos Manga (1960)
- Pão, Amor e... Totobola, regia di Henrique Campos (1964)
- Xuxa Abracadabra, regia di Moacyr Góes (2003)
- Meu Nome Não É Johnny, regia di Mauro Lima (2008)